# 검은꼬리누
검은꼬리누(Blue wildebeest)는 큰 영양으로 두 종의 누속 중 하나이다. 소과에 속하며, 흰꼬리누와 밀접한 분류학적 관계를 가지고 있다. 검은꼬리누는 다섯 가지 아종을 가지고 있는 것으로 알려져 있다. 이 넓은 어깨를 가진 영양은 근육질이고 앞쪽이 무거운 외형을 가지고 있으며, 독특하고 튼튼한 주둥이를 가지고 있다. 어린 검은꼬리누는 황갈색으로 태어나 2개월이 되면 성체 색을 띠기 시작한다. 성체의 색조는 깊은 쥐색이나 청회색에서 연한 회색 또는 심지어 회갈색까지 다양하다. 두 성별 모두 큰 곡선 뿔을 가지고 있다.
검은꼬리누는 주로 짧은 풀을 먹는 초식 동물이다. 이들은 무리를 지어 이동하며, 동물들은 빠르게 달리고 극도로 경계심이 강하다. 짝짓기 시즌은 우기가 끝날 때 시작되며, 보통 약 8.5개월의 임신 기간 후에 한 마리의 새끼 누가 태어난다. 새끼 누는 어미와 함께 8개월 동안 머무르며, 그 후에는 어린 무리에 합류한다. 검은꼬리누는 남부와 동부 아프리카의 덤불로 덮인 아카시아 사바나와 접해 있는 짧은 풀 평원에서 발견되며, 너무 습하지도 건조하지도 않은 지역에서 번성한다. 세 마리의 아프리카 검은꼬리누 개체군이 짧은 풀 평원에서 연간 강우량과 풀 성장 패턴에 맞춰 장거리 이동에 참여하며, 수유와 새끼 누 성장에 필요한 영양분이 풍부한 먹이를 찾을 수 있다.
검은꼬리누는 앙골라, 보츠와나, 에스와티니, 케냐, 모잠비크, 남아프리카 공화국, 탄자니아, 잠비아, 짐바브웨가 원산지이다. 오늘날 말라위에서는 멸종되었지만 나미비아에서는 성공적으로 재도입되었다. 검은꼬리누 무리의 남쪽 경계는 오렌지강이며 서쪽 경계는 빅토리아호와 케냐산으로 둘러싸여 있다. 검은꼬리누는 널리 퍼져 있으며 개인 사냥 농장, 보호구역에 도입되고 있다. 국제자연보전연맹(IUCN)은 검은꼬리누를 가장 우려하지 않는 것으로 평가하고 있다. 개체는 약 150만 마리로 추정되며, 개체 추세는 안정적이다.

## 유전학 및 진화
검은꼬리누의 염색체 수는 58이다. 수컷과 암컷 검은꼬리누의 염색체를 연구했다. 암컷의 경우 매우 큰 아중심 염색체 쌍을 제외한 모든 염색체가 아크로센트릭인 것으로 나타났다. 수컷의 염색체에서도 메타페이즈가 연구되었으며, 크기와 형태 면에서 암컷과 유사하게 매우 큰 아중심 염색체가 발견되었다. 나머지는 아크로센트릭이었다. X 염색체는 큰 아크로센트릭인 반면 Y 염색체는 1분 단위이다.
이 검은꼬리누 종은 약 250만 년 전에 진화한 것으로 보인다. 검은꼬리누는 약 100만 년 전 중기에서 플라이스토세 후기에 검은꼬리누에서 분화하여 별개의 종으로 변한 것으로 추정된다. 화석 증거에 따르면 검은꼬리누는 과거 인류의 요람에서 꽤 흔했다. 동아프리카를 제외하고는 엘란즈폰테인, 코넬리아, 플로리스바드에서 화석이 흔히 발견된다.

## 묘사
검은꼬리누는 성적 이형성을 나타내며 수컷이 암컷보다 크고 어둡다. 검은꼬리누는 일반적으로 머리와 몸통 길이가 170~250cm이다. 이 종의 평균 키는 115~151cm이다. 수컷은 일반적으로 170~410kg, 암컷은 140~260kg이다. 특징적인 특징은 길이가 약 60~100cm인 길고 검은 꼬리이다. 이 종의 모든 특징과 표식은 양성 모두에게 대칭적이다. 평균 수명은 20년이고, 가장 오래된 것으로 알려진 포획 개체는 24.3년 동안 살았다. 검은꼬리누가 야생에서 살 수 있는 나이는 논란의 여지가 있다.
검은꼬리누는 기계 작업에 사용되고 열로 낭비되는 에너지 측면에서 가장 효율적인 운동 근육 중 하나를 가지고 있으며, 에너지의 62.6%가 운동으로 전환되고 나머지는 열로 전환된다. 이들은 물을 마시지 않고도 5일 동안 최대 80km를 이동할 수 있으며, 하루 중 가장 높은 시간대에는 평균 기온이 38°C이다.

### 채색
이 넓은 어깨 영양은 근육질의 앞쪽이 무거운 외형을 가지고 있으며 독특한 튼튼한 입마개를 가지고 있다. 어린 개체는 황갈색으로 태어나 2개월이 되면 성체 색을 띠기 시작한다. 성체의 색조는 깊은 쥐색이나 청회색에서 연한 회색 또는 회갈색까지 다양하다. 등과 옆구리는 배쪽 표면과 아랫부분보다 약간 더 밝다. 짙은 갈색의 세로 줄무늬는 목과 갈비뼈 뒤쪽 사이를 표시하여 "얼룩무늬누"라는 이름을 붙였다. 수컷의 갈기는 꼬리와 얼굴과 같은 색으로 길고 뻣뻣하며 두껍고 제트색으로 보인다. 서부와 동부 흰수염검은꼬리누의 갈기는 날씬하지만, 니아살랜드검은꼬리누와 일반 검은꼬리누의 갈기는 돋보인다. 투명한 기름을 분비하는 향기샘은 앞발에 존재하며 수컷이 암컷보다 더 크다.
두개골 길이 측면에서 검은꼬리누의 가장 작은 아종은 서부 흰수염검은꼬리누이다. 또한 가장 어두운 아종이기도 하며, 동부 흰수염검은꼬리누는 가장 가벼운 종족이다. 두 아종 모두 크림색 흰수염을 가진 반면, 니아살랜드검은꼬리누와 일반 검은꼬리누에서는 수염이 검은색이다. 가장 긴 입마개는 니아살랜드검은꼬리누에서 발견되며, 암컷 서부 흰수염검은꼬리누에서 가장 짧다.

### 뿔
암수 모두 괄호 모양의 큰 뿔 한 쌍을 가지고 있다. 뿔은 바깥쪽으로 옆으로 뻗어 있다가 위쪽과 안쪽으로 구부러진다. 수컷의 경우 뿔 길이가 83cm인 반면 암컷의 뿔 길이는 30~40cm이다. 영양임에도 불구하고 검은꼬리누는 다양한 소의 특성을 가지고 있다. 예를 들어, 이 뿔은 암컷 아프리카물소의 뿔과 비슷하다. 또한 무거운 체격과 불균형적으로 큰 앞다리가 소의 모습을 보여준다.

### 발굽샘
검은꼬리누는 앞다리에 발굽샘만 있다. 짐바브웨의 자유 방목 동물 (코스턴 블록)의 화학 성분을 분석한 결과, 이샘에는 사이클로헥산카르복실산, 페놀, 2-페놀레탄올, 단쇄 카르복실산 6종이 포함되어 있는 것으로 나타났다.

## 행동생태학

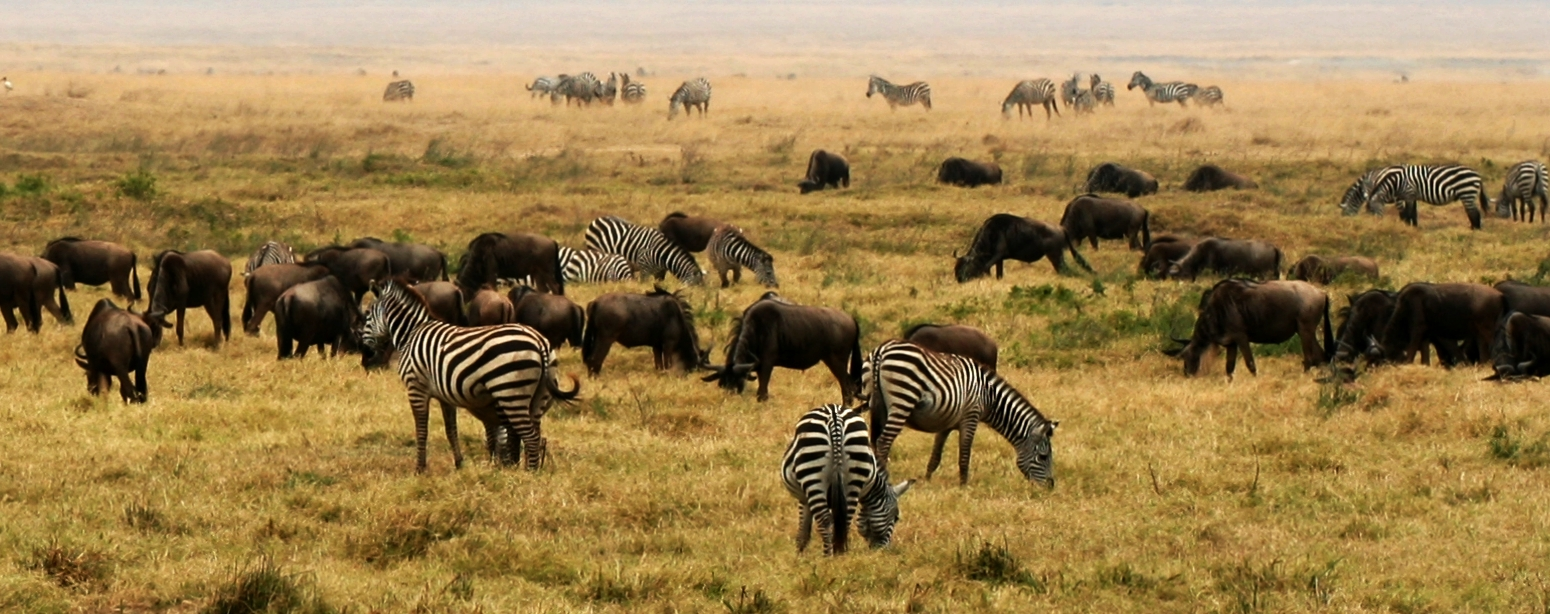
응고롱고로 분화구에서 풀을 뜯는 사바나얼룩말과 검은꼬리누

검은꼬리누는 주로 오전과 늦은 오후에 활동하며, 하루 중 가장 더운 시간은 휴식 시간이다. 이 매우 민첩하고 경계심이 강한 동물들은 꼬리를 흔들고 고개를 저으며 시속 80km의 속도로 달릴 수 있다. 세렝게티 국립공원에서 검은꼬리누의 활동을 분석한 결과, 동물들은 전체 시간의 절반 이상을 휴식에 할애했으며, 33%는 방목에, 12%는 이동 (주로 걷기)에, 약간은 사회적 상호작용에 할애한 것으로 나타났다. 그러나 연령대와 성별에 따라 차이가 있었다.

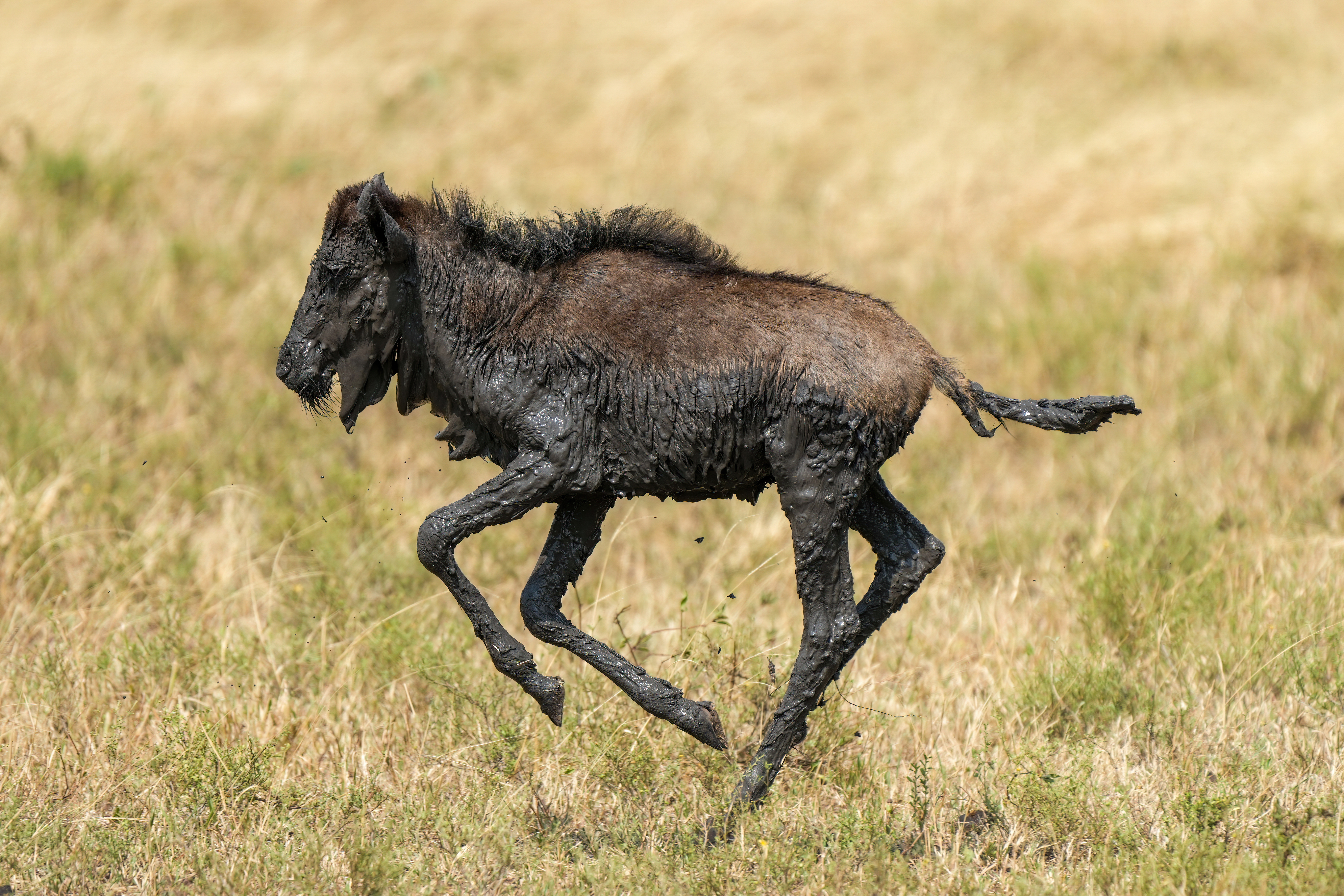
세렝게티 국립공원에서 진흙으로 뒤덮인 어린 검은꼬리누가 뛰어다니고 있다.

검은꼬리누는 보통 같은 종류의 다른 동물들과 가까이 휴식을 취하고 느슨한 무리를 지어 이동한다. 수컷은 총각 무리를 형성하며, 이 무리들은 활동량이 적고 동물들 간의 간격이 넓다는 점에서 어린 그룹과 구별될 수 있다. 수컷 새끼의 약 90%가 다음 교미 시즌 전에 총각 무리에 합류한다. 수컷은 4~5년이 되면 영토가 되며, 매우 시끄럽고 활동적이다(특히 서부 흰수염검은꼬리누에서 두드러진다). 수컷들은 서로 가까이 있는 것을 견디며 1km2의 평원은 270마리의 수컷을 수용할 수 있다. 대부분의 지역은 일시적인 성격을 띠고 있으며, 수컷 개체의 절반 미만이 영구적인 영토를 보유하고 있다. 일반적으로 검은꼬리누는 밤에 몇 마리에서 수천 마리씩 무리를 지어 휴식을 취하며, 개체 간 최소 거리는 1~2m이다(하지만 어미와 새끼는 접촉 상태를 유지할 수 있다). 이들은 사자, 치타, 표범, 아프리카들개, 하이에나, 나일악어의 주요 먹이 아이템이다.
암컷 새끼는 일생 동안 어미와 무리의 다른 관련 암컷과 함께 지내게 된다. 무리의 암컷 개체는 일년생부터 가장 나이가 많은 검은꼬리누까지 다양한 연령대를 차지한다. 우기에는 일반적으로 암컷이 무리를 이끌고 영양가 있는 풀밭과 포식자를 피할 수 있는 지역으로 이동한다. 이는 갓 태어난 새끼가 생존 확률이 가장 높고 영양가가 높은 우유를 섭취할 수 있도록 하기 위함이다.
수컷은는 똥 더미, 냄새샘에서 나오는 분비물, 특정 행동으로 영토의 경계를 표시한다. 영토 수컷이 사용하는 몸짓 언어에는 직립 자세로 서 있거나, 땅을 많이 발로 흔들고, 뿔을 사용하며, 자주 배변하고, 구르고, 큰 소리가 나는 것이 포함된다. 영토를 놓고 경쟁할 때 수컷은 크게 투덜거리고, 땅을 발로 밟고, 뿔로 밀고, 다른 공격적인 행동을 수행한다.

### 먹이
검은꼬리누는 주로 빛에서 자라는 짧은 풀과 사바나 초원과 평야에서 발견되는 염류토양을 먹이로 삼는 초식 동물이다. 이 동물의 넓은 입은 많은 양의 짧은 풀을 먹기에 적합하며 낮과 밤 모두 먹이를 먹는다. 풀이 부족할 때는 관목과 나무의 잎도 먹는다. 검은꼬리누는 일반적으로 사바나얼룩말과 관련이 있는데, 이 얼룩말은 영양이 부족한 상부의 우거진 풀을 먹으며, 이는 검은꼬리누가 선호하는 하부의 녹색 물질을 드러내기 때문이다. 가능하면 매일 두 번 마시는 것을 좋아하며, 정기적으로 물을 필요로 하기 때문에 습한 초원과 수원이 있는 지역에 주로 서식한다. 검은꼬리누는 하루에서 이틀에 한 번씩 9~12L의 물을 마신다. 그럼에도 불구하고 멜론과 물을 저장하는 뿌리와 괴경에서 충분한 물을 얻는 건조한 칼라하리 사막에서도 생존할 수 있다.

### 번식

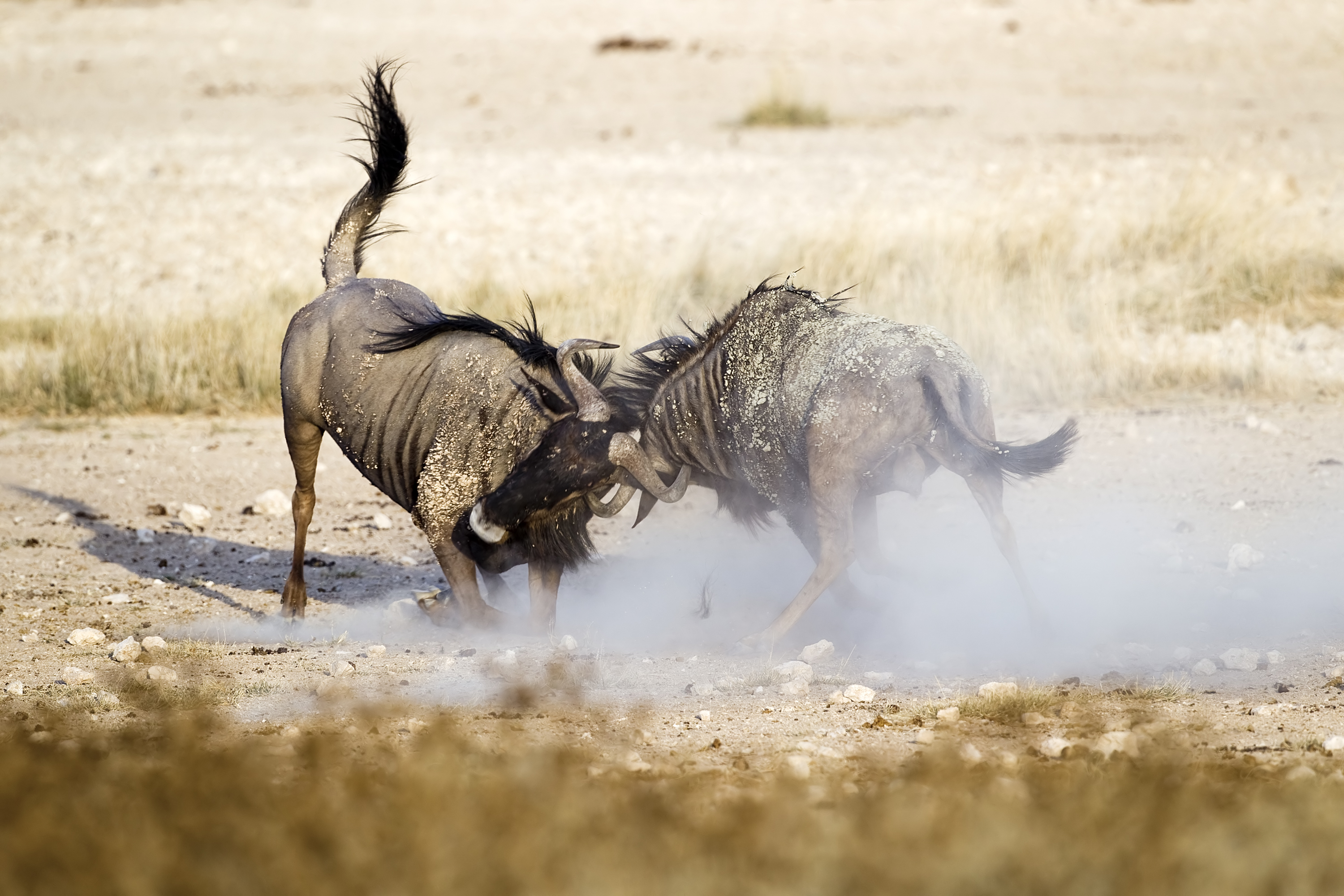
지배권을 놓고 싸우는 두 마리의 수컷 검은꼬리누

수컷 검은꼬리누는 약 2세에 성적으로 성숙한 반면, 암컷은 영양분을 충분히 섭취하면 16개월에 임신할 수 있다. 그럼에도 불구하고 대부분의 암컷은 1년이 지나서야 번식을 시작한다. 약 3주 동안 지속되는 짝짓기 시즌은 우기가 끝나는 시기와 일치한다. 즉, 동물의 상태가 양호하고 영양가 높은 새 풀을 먹고 있으며 임신율이 95%에 달하는 경우가 많다. 짝짓기 시즌, 즉 발정기는 일반적으로 보름달이 뜨는 밤에 시작되며, 이는 달의 주기가 번식에 영향을 미친다는 것을 시사한다. 이때 수컷의 테스토스테론 생산이 최고조에 달하여 소명과 영역 행동이 증가한다. 성적으로 흥분한 수컷의 활동은 암컷이 발정기에 도달하도록 자극할 수도 있다.
수컷은 자신의 영역을 걸고 암컷을 놓고 경쟁할 때 라이벌 관계를 보인다. 수컷은 충돌할 때 무릎을 굽힌 채 서로 마주보고 뿔을 서로 내밀기도 한다. 라이벌 관계에서는 정교한 개별 과시가 이루어지며, 수컷은 울부짖고, 코를 골고, 뿔을 땅속으로 파고들 수 있다. 일단 지배력이 확립되면 각 수컷은 암컷을 자신의 영역으로 유인하려고 시도한다. 구애 중에는 배뇨와 낮은 스트레칭이 일반적인 활동이며, 수컷은 곧 암컷을 올라타려고 시도한다. 수용적인 암컷은 꼬리를 한쪽으로 잡고 가만히 서 있는 반면 교미가 이루어진다. 교미는 여러 번 반복될 수 있으며 1분 이내에 두 번 이상 이루어질 수 있다. 수컷은 암컷이 자신의 영역에 있을 때 먹지도 쉬지도 않으며, 이 기간 동안 암컷은 수컷과 가까이 지내며 종종 머리를 몸통에 문지르고 음경 냄새를 맡는다. 계절이 되면 암컷은 여러 영역을 방문하여 여러 수컷과 짝짓기를 할 수 있다.

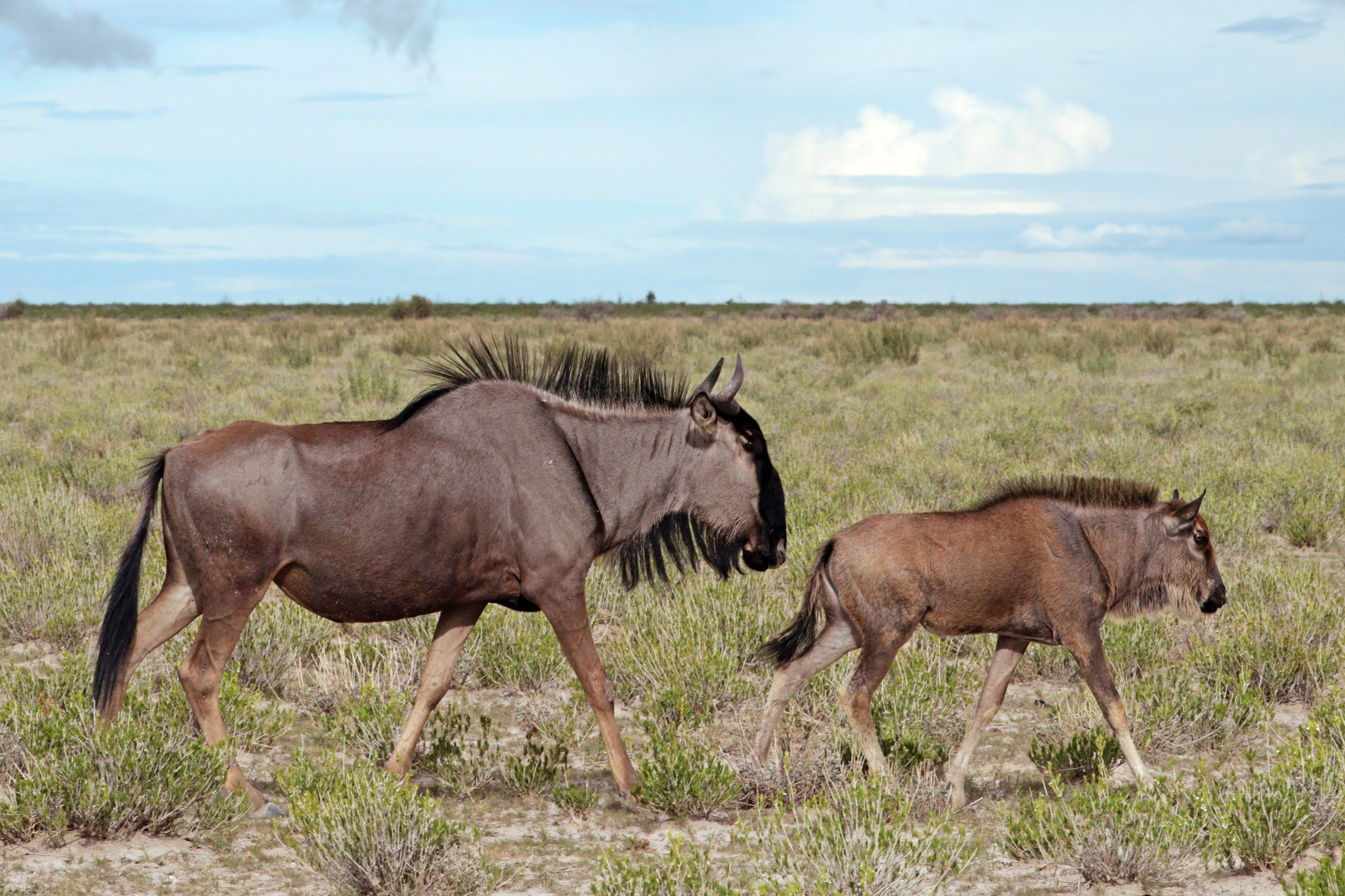
어미와 새끼 검은꼬리누

임신 기간은 약 8.5개월이며, 새끼의 80~90%는 3주 이내에 태어난다. 암컷 누는 혼자가 아닌 무리 한가운데, 일반적으로 한낮에 출산한다. 이를 통해 신생아가 밤이 되기 전에 발로 안정적으로 움직일 수 있고 포식자가 더 활발해진다. 새끼는 출생 시 무게가 약 19kg이며, 보통 출생 후 몇 분 이내에 스스로 일어설 수 있다. 포식을 피하기 위해 새끼는 어미와 상당한 기간 동안 가까이 지내다가 다음 해 새끼가 거의 출산할 때까지 젖을 계속 빨 수 있다. 수컷 새끼는 약 8개월에 어미를 떠나 다른 수컷 어린 개체와 무리를 형성한다. 암컷이 큰 무리에서는 야생 누 자손의 80%가 첫 달에 생존하는 반면, 작은 무리에서는 생존율이 50%에 달한다.

### 질병 및 기생충

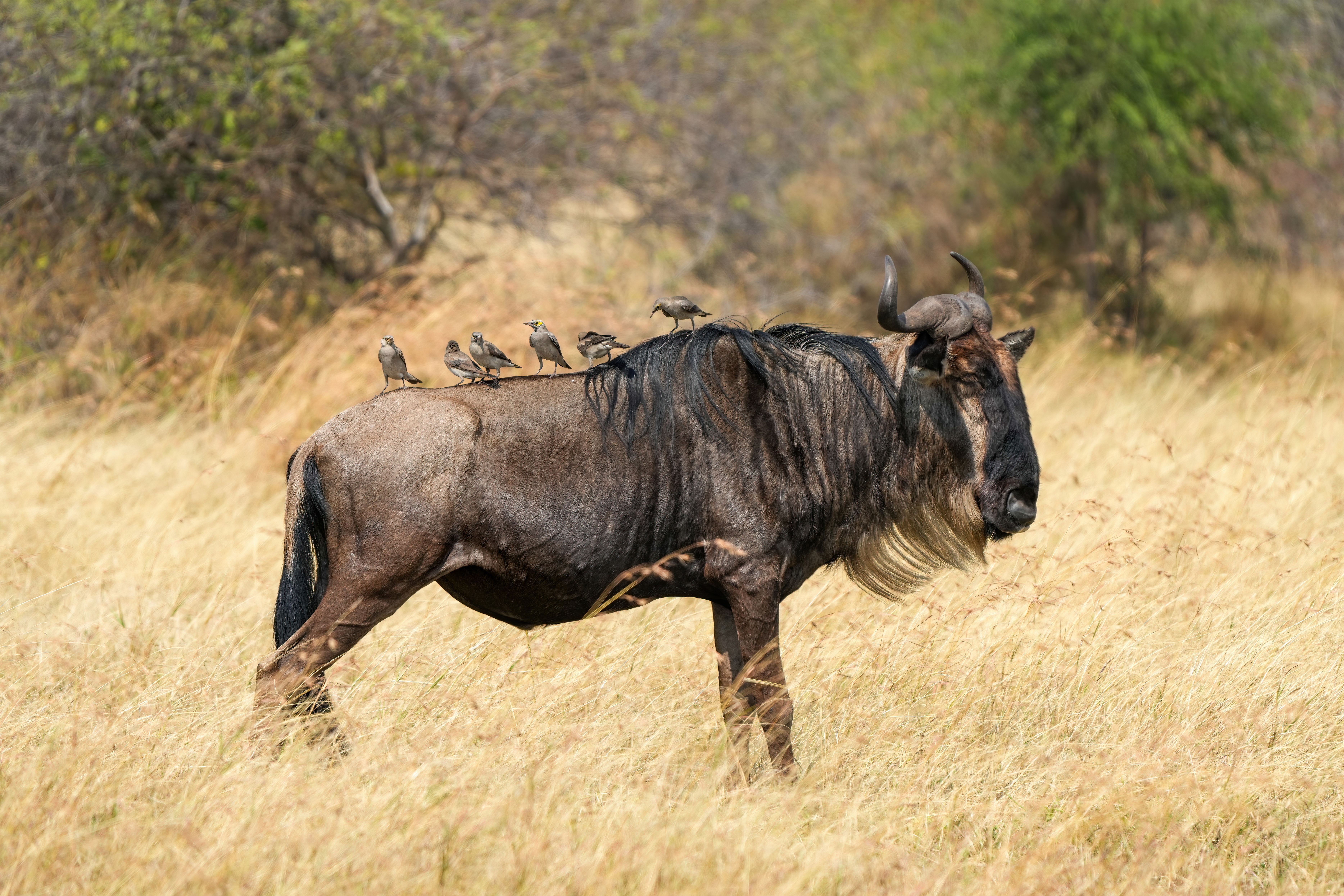
세렝게티 국립공원에서 검은꼬리누의 진드기를 먹는 콧잔등에찌르레기 때

검은꼬리누는 구제역, 탄저, 근감소증, 발굽 괴저에 취약하다. 헤르페스바이러스과는 1960년 수의학자 월터 플로라이트에 의해 검은꼬리누에서 처음 분리되었다. 사망 원인은 해마다 다르지만 보츠와나의 한 가뭄에서는 어린 새끼와 나이 든 암컷이 사망할 가능성이 가장 높았다. 또 다른 경우에는 사망의 약 47%가 질병으로 인한 것이었고, 37%는 포식으로 인한 것이었으며 나머지는 사고의 결과였다.
이 동물은 다양한 기생충을 숙주로 삼을 수 있다. 한 연구에서는 검은꼬리누가 13종의 선형동물, 1종의 흡충류, 5종의 쇠파리 유충, 3종의 이, 7종의 진드기, 1종의 응애, 그리고 오구동물 유생의 숙주로 밝혀졌다. 이 중 대부분은 다른 종보다 일 년 중 일부 시기에 더 많이 발생했다.

## 분포 및 서식지

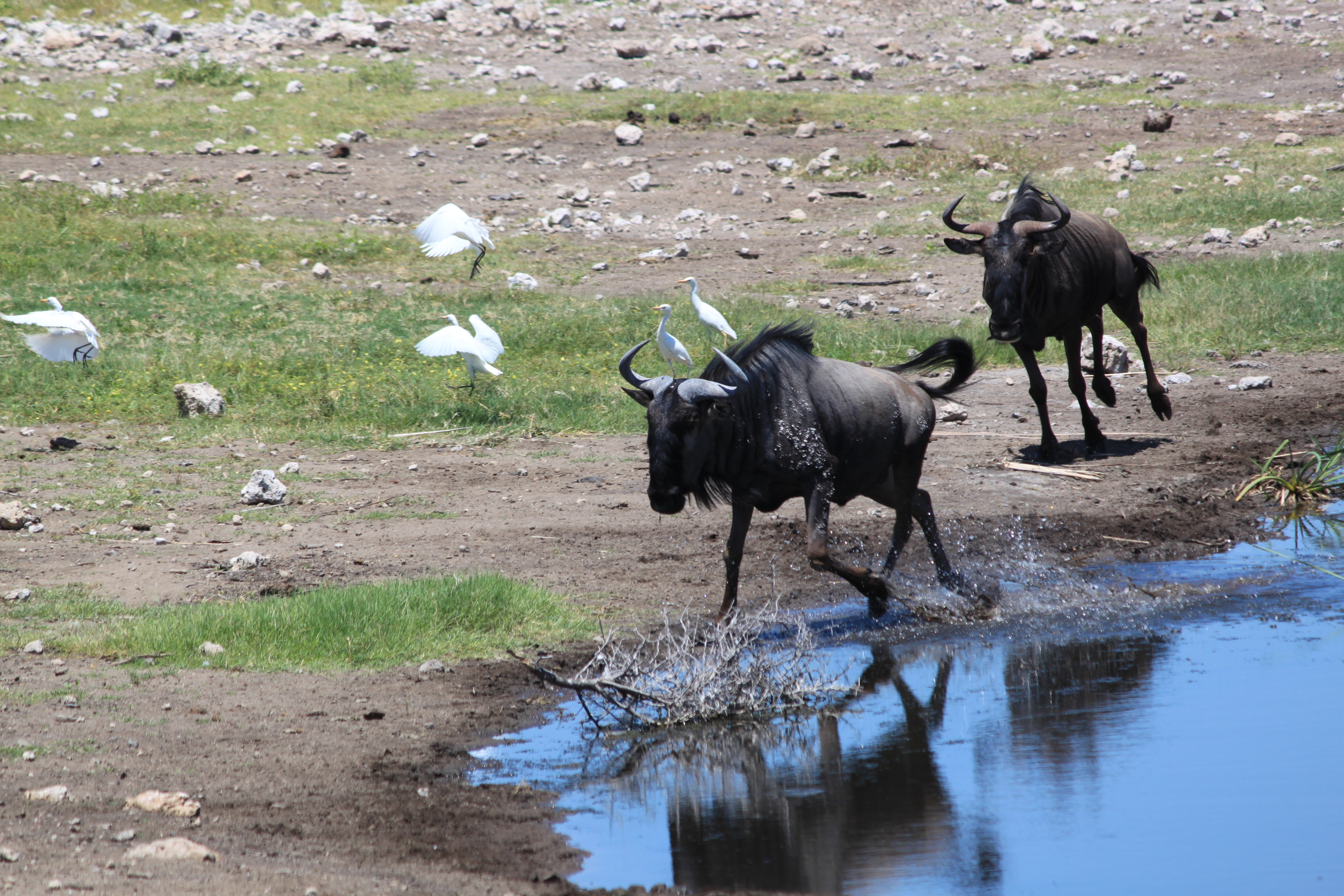
물이 있는 곳에는 검은꼬리누가 서식한다.

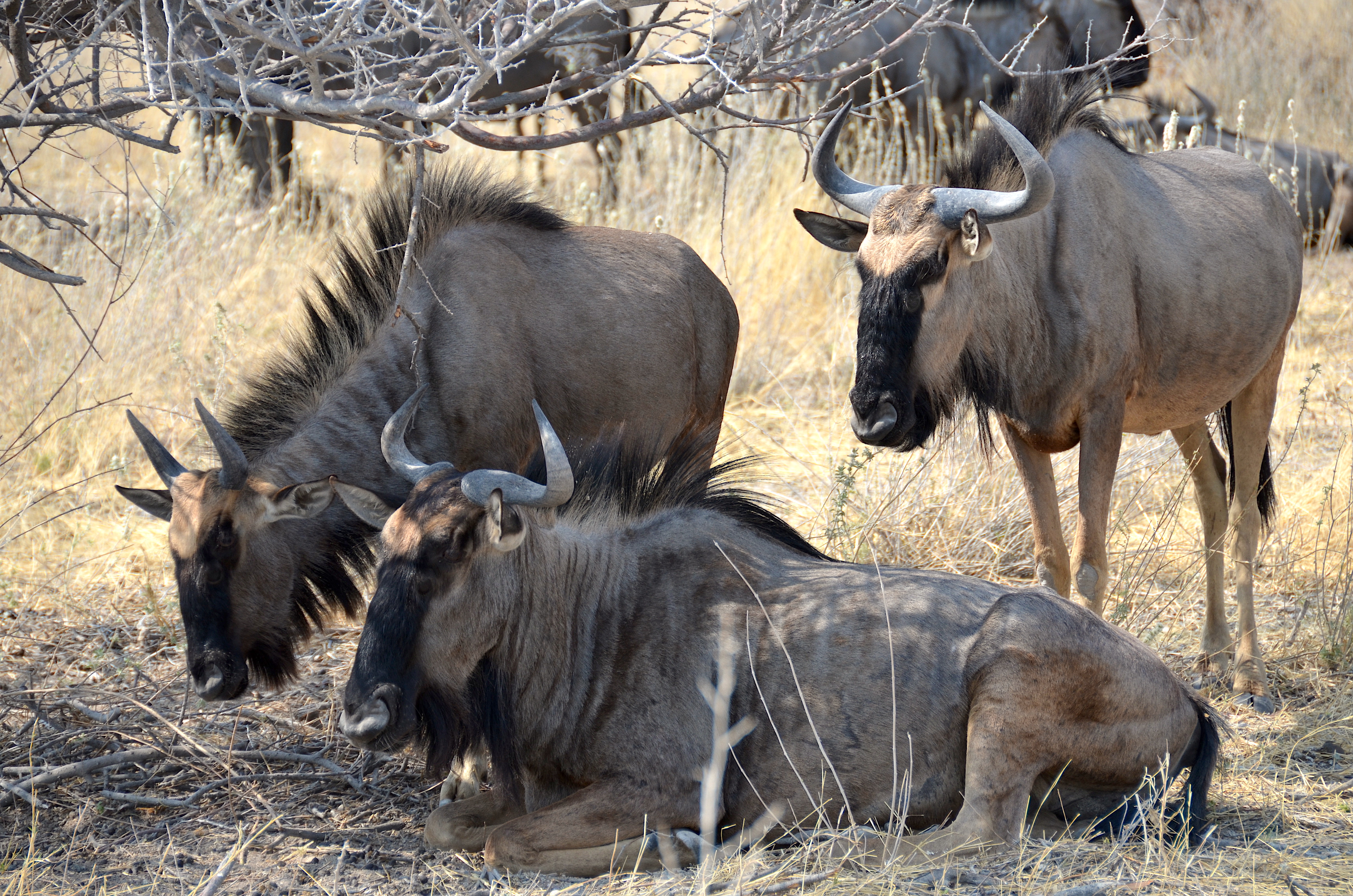
에토샤 국립공원의 검은꼬리누

검은꼬리누는 케냐, 탄자니아, 보츠와나, 잠비아, 짐바브웨, 모잠비크, 남아프리카 공화국, 에스와티니, 앙골라가 원산지이다. 오늘날 말라위에서는 멸종되었지만 나미비아에 성공적으로 재도입되었다.
검은꼬리누는 주로 남부 및 동부 아프리카의 덤불로 덮인 아카시아 사바나와 접해 있는 짧은 풀밭 평원에서 발견되며, 너무 습하지도 건조하지도 않은 지역에서 번성한다. 이들은 덤불이 빽빽하게 우거진 초목 지역부터 탁 트인 숲 범람원까지 다양한 서식지에서 발견될 수 있다. 브라치스테기아와 콤브레툼 속과 같은 나무들이 이 지역에서 흔히 볼 수 있다. 검은꼬리누는 식수 공급이 가능한 한 건조한 지역을 견딜 수 있으며, 보통 약 15~25km 거리 내에 있다. 검은꼬리누의 남쪽 한계는 오렌지강에 정차하고, 서쪽 한계는 빅토리아호와 케냐산에 의해 경계지어진다. 이 범위에는 산악 초원이나 온대 초원은 포함되지 않다. 이들 누는 해발 1,800~2,100m 이상의 고도에서는 거의 발견되지 않았다. 루앙과강 (잠비아) 근처에서 서식하는 소수의 쿡슨누를 제외하고는 남부 사바나 지역의 습한 지역에서는 누가 존재하지 않으며, 특히 미옴보 삼림지대에서는 존재하지 않다.
세 마리의 아프리카 검은꼬리누 개체군이 단거리 이동에 참여하며, 이는 짧은 풀밭 평야의 연간 강우 패턴과 풀 성장 패턴에 맞춰 이루어진다. 이들은 수유와 새끼 성장에 필요한 영양분이 풍부한 먹이를 찾을 수 있다. 양방향 이동 시기는 해마다 상당히 다를 수 있다. 우기가 끝나면 식수 부족에 대응하여 건기 지역으로 이동한다. 몇 달 후 다시 우기가 시작되면 동물들은 다시 우기 지역으로 이동한다. 이러한 이동과 영양이 풍부한 먹이를 번식하기 위해 이동하는 검은꼬리누 개체군은 고유 개체군보다 훨씬 더 많은 수로 증가할 수 있다. 100년 전에는 많은 장거리 이동성 검은꼬리누 개체군이 존재했지만 현재는 세렝게티, 타랑기레, 카푸에를 제외한 모든 이동이 중단되고 단절되었으며 손실되었다.